# Emacs
Emacs (ursprungligen en förkortning för Editor MACroS), är ett samlingsnamn för ett antal olika textredigerare som har vissa gemensamma drag och är vanliga på Unix-liknande operativsystem.
Under 1980-talet började arbetet med att skriva en textredigerare för det nya operativsystemet GNU. Den kom att kallas för GNU Emacs och är tillsammans med XEmacs (som är en förgrening från GNU Emacs) de två vanligaste varianterna av Emacs som används idag. Richard Stallman skrev den första versionen och har varit huvudutvecklare ett antal gånger, senast fram till i februari 2008. Anledningen till att han lämnade över ansvaret ska enligt en intervju med Network World ha varit att han inte har tid att ge GNU Emacs uppmärksamheten som det förtjänar. De två nya huvudutvecklarna blev i och med det Stefan Monnier och Chong Yidong.

## Moduler och utvidgning
Egentligen är Emacs mycket mer än en textredigerare. Emacs innehåller en väldigt extensiv Lisp-tolk som främst används för att redigera text, men gör det möjligt att lätt modifiera systemet eller skriva helt nya moduler, nya modes. Det finns en uppsjö av olika utökningar till Emacs, som exempelvis för www, e-post och nyhetsgrupper, en mängd olika chattklienter, spel (till exempel Tetris),att göra listor, kalender, lösenordshanterare, miniräknare, och t.o.m. en virtuell psykolog och stöd för kaffekokare styrda över Internet (enligt RFC 2324 av den 1 april 1998).  
Emacs bygger på användandet av kortkommandon snarare än menyer även om senare versioner innehåller ett system av rullgardinsmenyer liknande dem i vanliga ordbehandlare. Kommandona kan också skrivas ut i sin helhet (med tabulatorexpansion). Emacs har ett omfattande hjälpsystem med bland annat en interaktiv kurs för att lära nybörjare använda systemet.
Programmet har ett antal olika lägen (modes) för programmering i olika programspråk och redigering med märkspråk (TeX, HTML, m.fl.) och erbjuder för dessa en integrerad utvecklingsmiljö, med till exempel stöd för syntaxfärgning, versionshantering, kompilering och felanalys.

## Emacs ochvi
En annan populär textredigerare till Unix-system är vi. Det pågår än idag mer eller mindre seriösa ordkrig mellan Emacs-användare och vi-användare, om vilken textredigerare som "är bäst".